# Ashab al-Kahf
Ashab al-Kahf (árabe:اصحاب الکهف Traducción literal: Compañeros de la Cueva) es un grupo militante iraquí chiita que ha sido descrito como una formación de poder de Irán. El grupo surgió por primera vez en agosto de 2019, pero aumentó su actividad luego del asesinato de Qasem Soleimani.
Ha atacado objetivos asociados con los Estados Unidos utilizando cohetes y artefactos explosivos improvisados. El grupo niega mantener relaciones con otros grupos paramilitares chiitas respaldados por Irán, como Kataeb Hezbolá y Asa'ib Ahl al-Haq.

## Historia
El grupo anunció su existencia en Twitter en agosto de 2019 luego de varios presuntos ataques aéreos de las Fuerzas de Defensa de Israel contra grupos militantes chiitas en Irak. Amenazó con represalias contra futuros ataques, afirmando que "los estadounidenses y los israelíes deben saber que los bombardeos se enfrentarán con bombardeos, asesinatos por asesinatos y secuestros por secuestros". Cabe destacar que opera sus propios canales de medios en Telegram y Twitter.  El grupo desde sus inicios ha tenido como objetivo principal los convoy de suministros del ejército iraquí, los cuales califican a estos ataques como "un ataque directo contra los suministros de las fuerzas de ocupación".
En mayo de 2020, el grupo criticó a los líderes de otros grupos paramilitares chiitas respaldados por Irán a través de su canal Telegram, afirmando que algunos eran "traidores" que promovían en secreto los intereses de Estados Unidos e Israel, mientras que otros eran moralmente corruptos. El grupo declaró que Soleimani y Abu Mahdi al-Muhandis fueron "apuñalados por la espalda" por tales grupos. Agregó que la cooperación con la administración del primer ministro iraquí Mustafa Al-Kadhimi era imposible porque es un "agente de la CIA". Se ha observado que Ashab al-Khaf puede controlar directamente los bombardeos en las carreteras y las tripulaciones de cohetes extraídas de las redes de Asa'ib Ahl al-Haq, o puede ser estrictamente una operación de los medios.
El 11 de agosto de 2020, Ashab al-Kahf afirmó que había bombardeado un convoy logístico estadounidense cerca de la frontera iraquí con Kuwait. El grupo declaró que había destruido "equipos y vehículos pertenecientes al enemigo estadounidense" y publicó un video de 11 segundos que mostraba una explosión. Irak y Kuwait declararon que tal ataque no tuvo lugar.
El 27 de octubre de 2020, Ashab al-Kahf ofreció una recompensa de entre 20.000 y 50.000 dólares estadounidenses a los iraquíes que pudieran proporcionar información sobre las actividades de inversores y economistas de los Estados Unidos, Arabia Saudita, los Emiratos Árabes Unidos y el Reino Unido.
El 17 de noviembre de 2020, tres cohetes tuvieron como objetivo la Embajada de los Estados Unidos en la Zona Verde de Bagdad. El ejército iraquí declaró que un cohete aterrizó en un área civil, matando a un niño pequeño e hiriendo a cinco civiles. Ashab al-Kahf se atribuyó la responsabilidad del ataque a través de Telegram. Los funcionarios estadounidenses declararon que las instalaciones y el personal estadounidenses resultaron ilesos.
El grupo condenó la reapertura del cruce fronterizo de Arar entre Irak y Arabia Saudita, afirmando que estaba comprometido con el "rechazo del proyecto saudí en Irak".
El 10 de diciembre de 2020, Ashab al-Kahf amenazó con atacar las bases estadounidenses en todo Oriente Medio, incluida la base aérea de Al Udeid en Catar.
El 15 de febrero de 2021, el grupo atacó una base militar turca en Mosul.
En julio de 2023, tras la quema del Corán en Suecia, el grupo emitió un comunicado diciendo que "atacarían todos los intereses comerciales y económicos de Suecia en Irak".